# Stare Południe

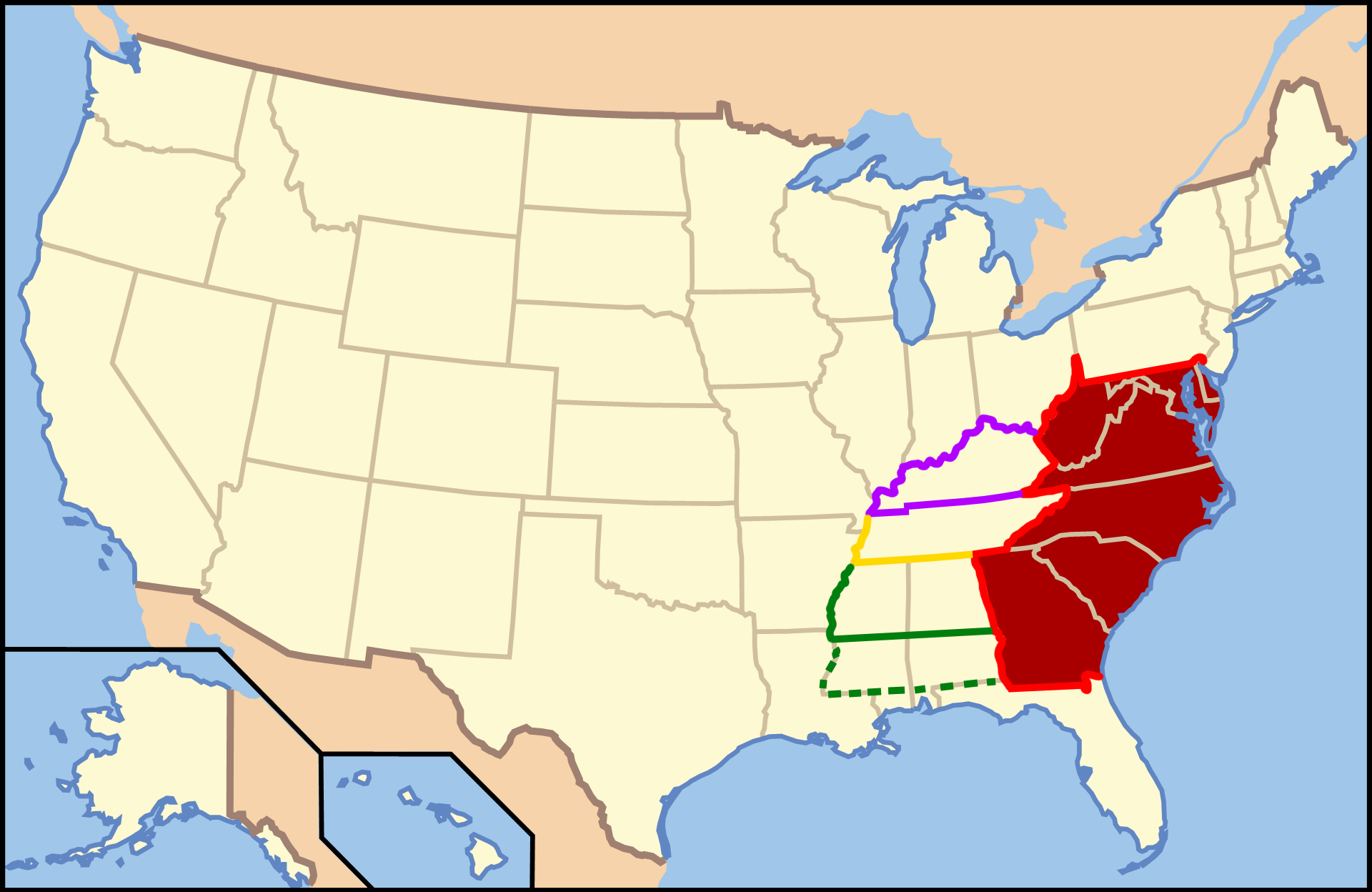
Definicja regionu różni się w zależności od źródła. Pod względem geograficznym, stany zaznaczone na bordowo zaliczane są do Starego Południa w większości przypadków, lecz ich obecne granice różnią się względem Trzynastu Kolonii. Różnice te zaznaczono na mapie.

Stare Południe (ang. Old South) – region w Stanach Zjednoczonych obejmujący południowe stany, które wchodziły w skład oryginalnych Trzynastu Kolonii. Należą do nich Delaware, Georgia, Karolina Południowa, Karolina Północna, Maryland i Wirginia. Uwzględniając obecne granice stanów region obejmował również częściowo teren nieistniejącej jeszcze Wirginii Zachodniej. Umowny punkt odniesienia stanowił północny skraj Zatoki Chesapeake. Stany położone na południe od tego miejsca zaliczane były powszechnie do Południowych Kolonii.
Z perspektywy kulturowej i społecznej było to zbiorcze określenie południowych regionów, charakteryzujących się niskim stopniem urbanizacji, których gospodarka opierała się na rolnictwie oraz na niewolnictwie. Charakterystyczna dla tamtejszej ludności była również kwestia religii. Stare Południe było bowiem silnym bastionem baptyzmu, który stanowił największą denominację w większości hrabstw.
Termin należy odróżnić od zbliżonych określeń, takich jak Głębokie Południe oraz Nowe Południe. 

## Kultura i tradycja
Struktura społeczna i tradycje wywodzące się ze Starego Południa stanowią po dziś dzień istotne wartości dla wielu mieszkańców regionu. Wielu miejscowych uważa go za kolebkę amerykańskiej kultury, zarówno pod względem architektury i sztuki, jak również wartości rodzinnych i etosu pracy. Niejednokrotnie przejawia się w ten sposób również niechęć do szeroko pojętych wielkomiejskich elit i władz federalnych. Południowa społeczność wysoko ceni sobie bowiem autonomię i prawa stanowe. Ważną rolę w tamtejszej tożsamości stanowi również religia i protestanckie tradycje z nią związane. W głównej mierze dominuje odłam Baptystów, ale powszechny jest również Kościół Metodystyczny.   
Ważnym elementem południowej kultury była przez długi czas również głęboko zakorzeniona tradycja honorowych pojedynków. Gdy naruszony został rygorystyczny, niepisany kodeks honorowy, każda ze stron sporu miała prawo powołać się na ten stary zwyczaj. Mężczyźni mieli również obowiązek bronić honoru kobiet. Pojedynki trwały do momentu śmierci jednego z walczących, z wyjątkiem nielicznych przypadków, w których jedna ze stron uznawała przeciwnika za osobę o zbyt niskim statusie społecznym, by warto było pozbawiać go życia. Tradycja ta była na tyle powszechna, że powstawały specjalne ruchy społeczne, których jedynym postulatem było wprowadzenie zakazu pojedynków. Ostatecznie doszło do tego na poziomie federalnym w 1855 roku, choć na Południu praktyka wygasła na dobre dopiero kilka lat po Wojnie Secesyjnej.   

## Polityka
Stare Południe tradycyjnie stanowiło bastion Demokratów, których bazą byli rolnicy i klasy niższe, a które to dominowały właśnie w południowych stanach. Partia Federalistyczna, a później również Partia Wigów, nigdy nie osiągnęły znaczących zwycięstw w tym regionie. Idee i programy przyciągające do tych opcji wyborców miejskich oraz biznesmenów nie znalazły podatnego gruntu wśród prowincjonalnych południowców.
Sytuacja ta utrzymywała się przez niemal dwa stulecia aż do lat 50. i 60. XX wieku, czyli do okresu ruchu praw obywatelskich. Krajobraz polityczny w Stanach Zjednoczonych zmienił się wtedy na tyle drastycznie, że południowe stany zaczęły stopniowo, poczynając od roku 1964, skłaniać się w kierunku Partii Republikańskiej. Przez kolejne cztery dekady stany Starego Południa pozostawały silnymi bastionami Grand Old Party na wszystkich szczeblach władzy. Obecnie jednak, w wyniku zmian demograficznych i wzrostu czarnoskórej populacji, obserwujemy częściowe odwrócenie tego trendu. W wyborach prezydenckich w 2020 roku 4 z 7 stanów Old South zagłosowało na kandydata Demokratów, Joe Bidena.

## Dzień Starego Południa
Od roku 1976 miasto Ochlocknee w stanie Georgia każdego roku w listopadzie obchodzi Dzień Starego Południa (ang. Old South Day).